# Rogalice
Rogalice [pronunciación en polaco: /rɔɡaˈlitsɛ/] (en alemán: Rogelwitz) es un pueblo ubicado en el distrito administrativo de Gmina Lubsza, dentro del Distrito de Brzeg, Voivodato de Opole, en el sur de Polonia occidental. Se encuentra aproximadamente a 14 kilómetros al noreste de Brzeg y a 41 kilómetros al noroeste de la capital regional Opole.
Antes de 1945 el área fue parte de Alemania.
El pueblo tiene una población de 350 habitantes.